# Johann Georg Primavesi

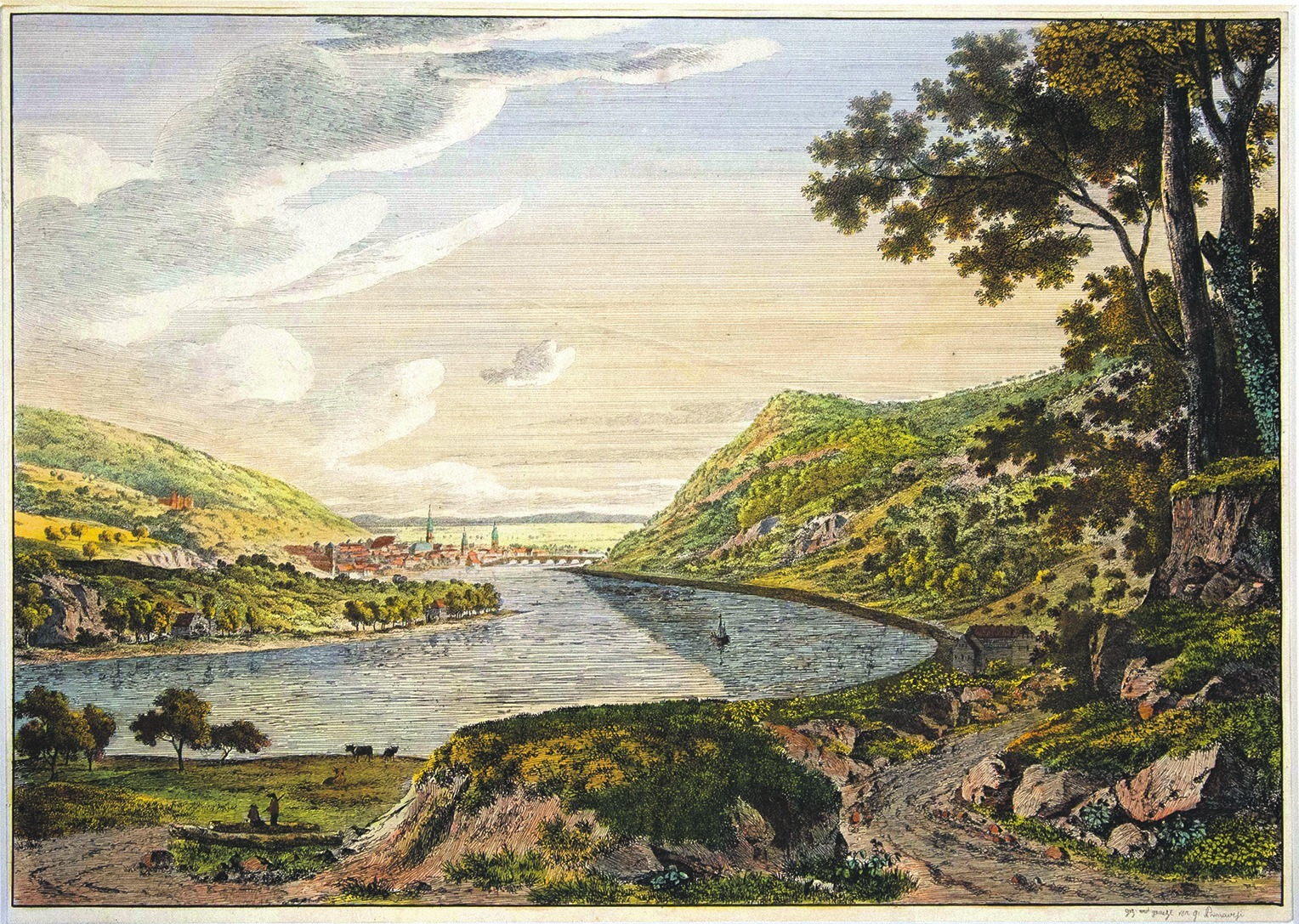
Ansicht der Stadt Heidelberg von Osten, Radierung Johann Georg Primavesis von 1803, nachträglich koloriert

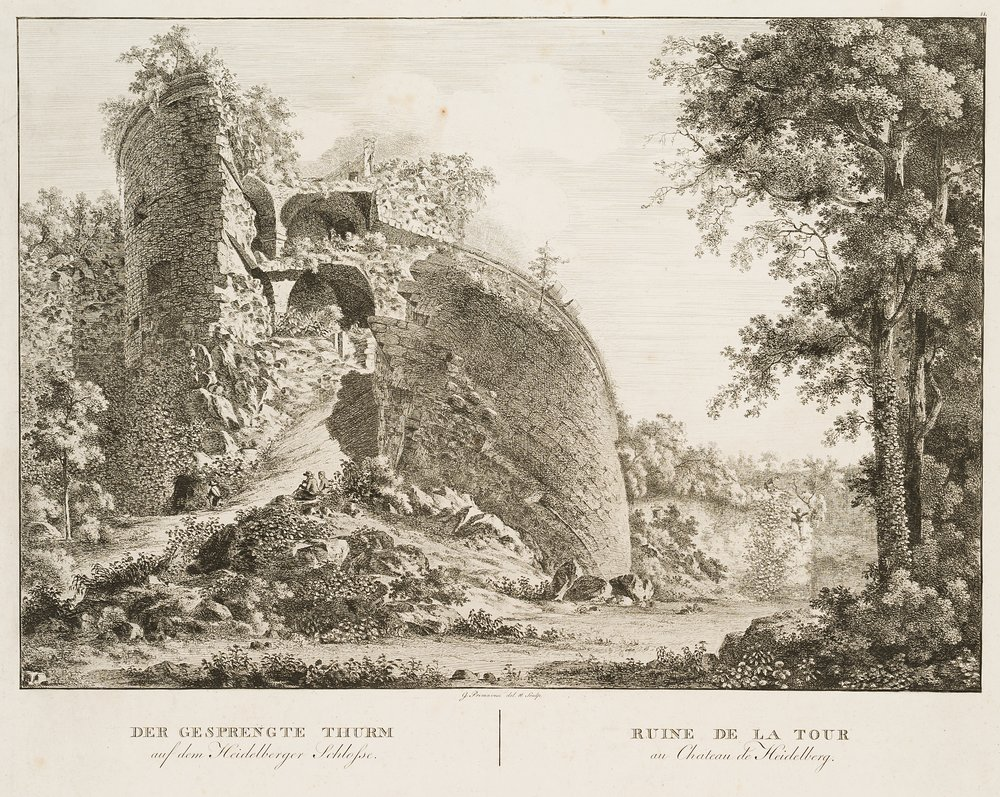
Der „Gesprengte Turm“ des Heidelberger Schlosses, Radierung Johann Georg Primavesis, entstanden um 1800

Johann Georg Primavesi (* 19. Mai 1774 in Heidelberg; † 16. Januar 1855 in Kassel) war ein deutscher Theater- und Landschaftsmaler.

## Leben und Werk
Primavesi entstammte einer italienischen Künstler- und Kaufmannsfamilie und wuchs in Heidelberg auf. 1801/1802 hielt er sich in Frankfurt am Main auf und kopierte dort im Auftrag eines Kunsthändlers verschiedene Gemälde aus Privatsammlungen in Kupferstichen. Ab 1807 arbeitete er als Theatermaler am Mannheimer Hoftheater. Die dortige Arbeit wurde unterbrochen von einer Reise in die Schweiz, auf der er das Zeichenwerk „Der Rheinlauf“ mit Ansichten des Flusses von seinen Quellen bis Chur anfertigte. Nach seiner Rückkehr nach Mannheim bemühte er sich um eine Anstellung am Hoftheater in Darmstadt, wo er eine bessere Entlohnung sowie einen besser ausgestatteten Theaterbetrieb erhoffte. Zum 1. Januar 1812 erhielt er die Stelle in Darmstadt und schlug in den folgenden Jahren auch Stellenangebote aus Stuttgart und Berlin aus. Allerdings stand er weiterhin in wirtschaftlicher Not, die durch den Brand seines Hauses 1817 noch vergrößert wurde; zeitweise musste seine Frau mit zwei Kindern bei Verwandten in Heidelberg unterkommen. In der Darmstädter Zeit stand er im Austausch mit Johann Wolfgang von Goethe, den vor allem Primavesis Rheinansichten ansprachen. Anschließend wechselte er 1822 als Hofmaler zum Kurfürsten von Hessen-Kassel, wo er bis zu seinem Lebensende blieb. 1855 starb er in Kassel an Altersschwäche.
Er erstellte für das Theater zahlreiche Kulissen und Prospekte, in denen er um die täuschend echte Nachahmung natürlicher Licht- und Raumverhältnisse bemüht war. Daneben sind Radierungen und Aquarelle mit Landschaftsmotiven erhalten. Viele seiner Werke sind heute unbekannt. Daneben verfasste er ein Libretto über die heidnische Seherin Jetta, das inhaltlich eine Sage seiner Heidelberger Heimat über den dortigen Wolfsbrunnen aufgreift und auf Amalie von Imhoffs Märchen „Die Sage vom Wolfsbrunnen“ basiert. Der Text blieb allerdings ungedruckt und ist, soweit bekannt, nicht erhalten.
Primavesi war verheiratet mit Charlotte Beck, der Tochter eines Schaffners aus Bockenheim. Mit ihr hatte er zwei Söhne, Eduard und Wilhelm Julius, sowie eine Tochter, Ida, die alle drei während seiner Mannheimer Zeit geboren wurden. Sein Sohn Eduard Primavesi († 1866), 1836 auch in Rom tätig, unterstützte seinen Vater ab 1824 als Hoftheatermaler in Kassel und übernahm schließlich dessen Stelle.